# Pierce Brosnan
Pierce Brendan Brosnan (sinh ngày 16 tháng 5 năm 1953) là một nam diễn viên người Ireland.

## Sự nghiệp phim ảnh
| Năm       | Phim                                                | Vai                                | Ghi chú                |
| --------- | --------------------------------------------------- | ---------------------------------- | ---------------------- |
| 1979      | Murphy's Stroke                                     | Edward O'Grady                     | Phim điện ảnh chiếu TV |
| 1980      | The Long Good Friday                                | 1st Irishman                       |                        |
| 1980      | The Mirror Crack'd                                  | Actor playing 'Jamie'              | Không được ghi danh    |
| 1986      | Nomads                                              | Jean Charles Pommier               |                        |
| 1986      | Remington Steele: The Steele That Wouldn't Die      | Remington Steele                   |                        |
| 1987      | Taffin                                              | Mark Taffin                        |                        |
| 1987      | The Fourth Protocol                                 | Valeri Petrofsky/James Edward Ross |                        |
| 1988      | The Deceivers                                       | William Savage                     |                        |
| 1988      | Noble House                                         | Ian Dunross                        | Sê-ri ngắn trên TV     |
| 1989      | Around the World in 80 Days                         | Phileas Fogg                       | Sê-ri ngắn trên TV     |
| 1989      | The Heist                                           | Neil Skinner                       | Phim điện ảnh chiếu TV |
| 1990      | Mister Johnson                                      | Harry Rudbeck                      |                        |
| 1991      | Murder 101                                          | Charles Lattimore                  | Phim điện ảnh chiếu TV |
| 1991      | Victim of Love                                      | Paul Tomlinson                     | Phim điện ảnh chiếu TV |
| 1992      | The Lawnmower Man                                   | Dr. Lawrence Angelo                |                        |
| 1992      | Live Wire                                           | Danny O'Neill                      |                        |
| 1993      | Mrs. Doubtfire                                      | Stuart Dunmeyer                    |                        |
| 1993      | Death Train                                         | Michael 'Mike' Graham              | Phim điện ảnh chiếu TV |
| 1993      | Entangled                                           | Garavan                            |                        |
| 1993      | The Broken Chain                                    | Sir William Johnson                | Phim điện ảnh chiếu TV |
| 1994      | Love Affair                                         | Ken Allen                          |                        |
| 1994      | Don't Talk to Strangers                             | Douglas Patrick Brody              | Phim điện ảnh chiếu TV |
| 1995      | Night Watch                                         | Michael 'Mike' Graham              | Phim điện ảnh chiếu TV |
| 1995      | GoldenEye                                           | James Bond                         |                        |
| 1996      | Mars Attacks!                                       | Professor Donald Kessler           |                        |
| 1996      | The Mirror Has Two Faces                            | Alex                               |                        |
| 1997      | Robinson Crusoe                                     | Robinson Crusoe                    |                        |
| 1997      | Tomorrow Never Dies                                 | James Bond                         |                        |
| 1997      | Dante's Peak                                        | Harry Dalton                       |                        |
| 1998      | Quest for Camelot                                   | King Arthur                        |                        |
| 1998      | The Nephew                                          | Joe Brady                          | Kiêm sản xuất          |
| 1999      | Grey Owl                                            | Archibald "Grey Owl" Belaney       |                        |
| 1999      | The World Is Not Enough                             | James Bond                         |                        |
| 1999      | The Match                                           | John MacGhee                       | Nhà sản xuất           |
| 1999      | The Thomas Crown Affair                             | Thomas Crown                       | Kiêm sản xuất          |
| 2001      | The Tailor of Panama                                | Andrew Osnard                      |                        |
| 2002      | Die Another Day                                     | James Bond                         |                        |
| 2002      | Evelyn                                              | Desmond Doyle                      | Nhà sản xuất           |
| 2004      | After the Sunset                                    | Max Burdett                        |                        |
| 2004      | Laws of Attraction                                  | Daniel Rafferty                    | Kiêm chỉ đạo sản xuất  |
| 2005      | The Matador                                         | Julian Noble                       | Nhà sản xuất           |
| 2007      | Seraphim Falls                                      | Gideon                             |                        |
| 2007      | Butterfly on a Wheel                                | Tom Ryan                           | Nhà sản xuất           |
| 2007      | Married Life                                        | Richard Langley                    |                        |
| Shattered |                                                     |                                    |                        |
| 2008      | Mamma Mia!                                          | Sam Carmichael                     |                        |
| 2009      | The Ghost                                           | Adam Lang                          |                        |
| 2010      | "Percy Jackson & the Olympians: The Lightning Thief | Chiron                             |                        |
| 2014      | The November Man                                    | Peter Devereaux                    |                        |

## Liên kết
- Pierce Brosnan trên IMDb
- Pierce Brosnan trên Allmovie